# 2005 Hencke
2005 Hencke eller 1973 RA är en asteroid i huvudbältet som upptäcktes den 2 september 1973 av den Schweiziska astronomen Paul Wild vid Observatorium Zimmerwald. Den har fått sitt namn efter astronomen Karl Ludwig Hencke.
Asteroiden har en diameter på ungefär 9 kilometer och den tillhör asteroidgruppen Eunomia.